# Gynoplistia leucopeza
Gynoplistia leucopeza är en tvåvingeart som beskrevs av Alexander 1929. Gynoplistia leucopeza ingår i släktet Gynoplistia och familjen småharkrankar. Inga underarter finns listade i Catalogue of Life.